# Tommy Taylor
Thomas „Tommy” Taylor (Barnsley, 1932. január 29. – München, Nyugat-Németország, 1958. február 6.) angol labdarúgócsatár. A müncheni légikatasztrófa áldozata lett.
Az angol válogatott tagjaként részt vett az 1954-es labdarúgó-világbajnokságon.